# طبرق زيارة
طبرق زيارةوهي من القرى الشبكية الواقعة شرق الموصل وتضم القرية 150 بيت تقريباً وحوالي 2543 نسمة من حيث عدد السكان وتنشطر إلى قريتين صغيرتين القديمة والجديدة.

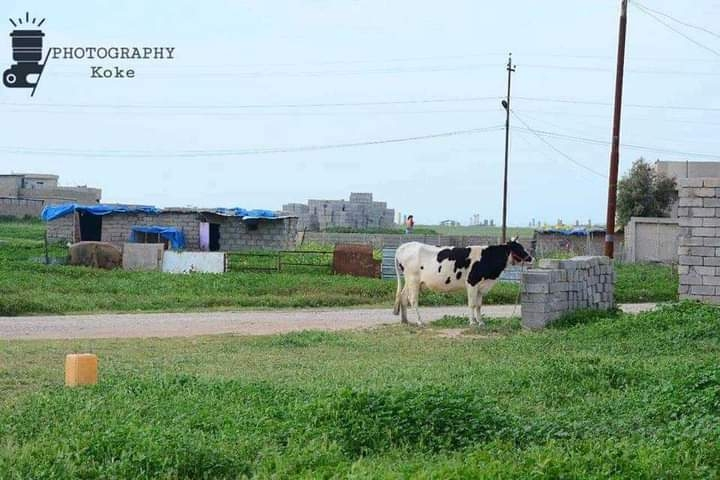
صورة قرية طبرق زيارة

تتمتع بإنها تقع بين مساحات خضراء واسعة من جميع الاتجاهات في فصلي الربيع والشتاء ويمكن إعتبارها بإنها القرية الأكبر من حيث الأراضي المزروعة في عام 2024 اصبحت القرية الصغيرة قرية رسمية وتنوعت فيها الحياة حتى فتحو محلات لهل القرية. 

## تاريخ طبرق زيارة
```
وعانت القرية من نقص بالخدمات في أيام ما قبل عام 2003 وحتى عام 2012 لينشأ لها شارع يربطها بالطريق العام الرابط بين أربيل والموصل كأول الخدمات التي وفرتها الحكومة. وبعد دخول عصابات داعْش التكفيرية إلى القرية بتاريخ 27/6/2014 إستشهدت ثلاثة من أبناء هذه القرية دفاعاً عن القرية. وتطوع عدد من أبناء القرية في جميع التشكيلات العسكرية أبرزها الحْشد الشَعبي خاصة بعد عام 2014.
```

## المزارات
```

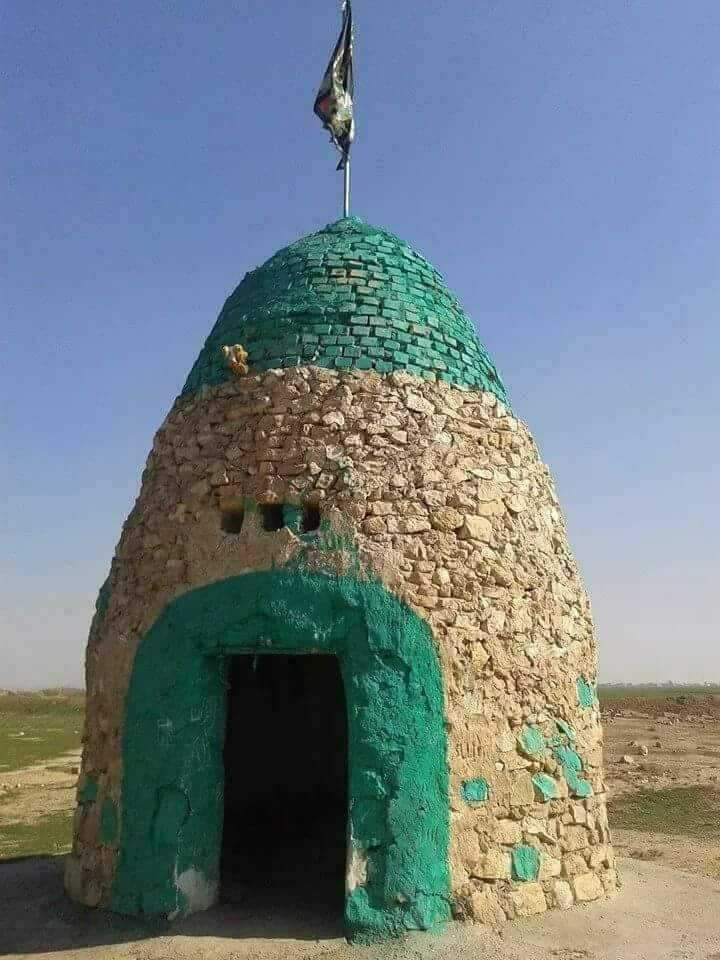
مقام قولي رش في طبرق زيارة

مقام قولي رش الذي يعد من أقدم المواقع الأثرية في تاريخ الشبك وسهل نينوى ونقل لنا الأجداد بإن هذا المقام يعود إلى موضع إقامة أحد الصالحين الموالين لإهل البيت عليهم السلام والذي تم تفجيره بطرازه الاولي من قبل عصابات داعْش التكفيرية وتم إعادة بنائه من قبل الخيرين.
```

## إقتصاديا
تشتهر القرية قديما بالزراعة وخاصة محصولي الحنطة والشعير كباقي قرى سهل نينوى ولكن في الوقت الحالي يشغل الأهالي أعمال حرة مختلفة وخاصة قيادة الشاحنات التجارية.

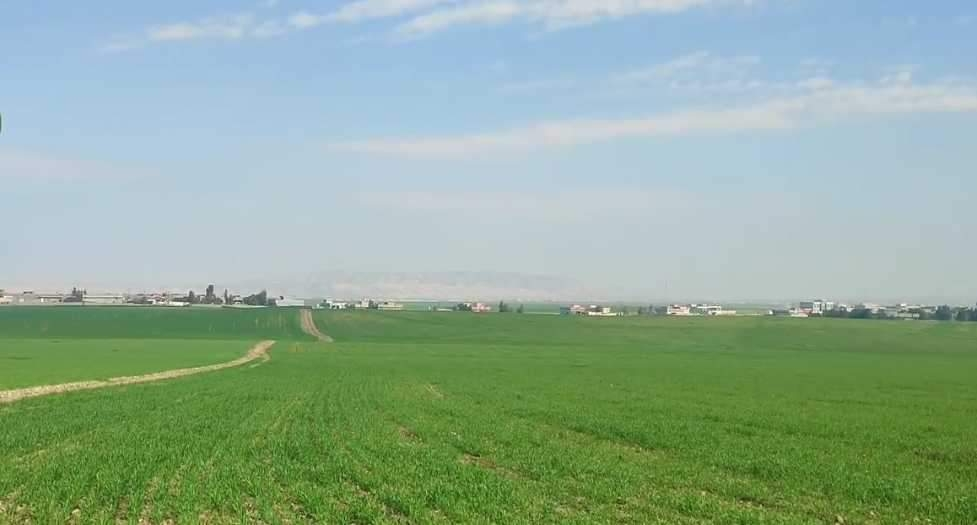
صورة زراعة في طبرق زيارة

## علم و تتطور
تم إفتتاح أول مدرسة إبتدائية في القرية ببناء طيني وتطوعي من قبل أبناء القرية في السبعينات وتم بناء مدرسة حديثة للقرية بعد سقوط صدام 2004 ومن ثم تم إنشاء مبنى أحدث للمدرسة وبمواصفات جيدة في عام 2021،
```
تخرجت منها الكثير من شباب القرية منهم من اكمل الدراسة المتوسطة والإعدادية في قرى أخرى ومنهم من ترك الدراسة بسبب البعد عن المدارس.
```

وتخرج من هذه القرية عدد من الضباط في المراتب العسكرية وتخرج منها كفاءات في مجالات مختلفة وبعدد محدود وحصل عدد من أبناء القرية على شهادات جامعية أولية وحتى شهادات عليا.
```
 تم إنشاء شارع للقرية في عام 2012. وتم إيصال ماء الشرب إلى أهالي القرية في العام الماضي 2023. وأخيراً تم نصب بيت صحي للقرية قيد التجهيز.
```